# Siły przekrojowe
Siła przekrojowa – jedno z podstawowych pojęć z zakresu wytrzymałości materiałów stosowane również w mechanice ośrodków ciągłych. W obu tych dyscyplinach chodzi o znajdowanie rzeczywistego rozkładu naprężeń w ciałach fizycznych poddanych określonym obciążeniom zewnętrznym. Ogólnie stosowana metoda badawcza polega na dokonywaniu wirtualnych przecięć analizowanego ośrodka i uzewnętrznianiu działania sił wewnętrznych. Na to aby przecięty ośrodek zachowywał się tak samo jak przed przecięciem, potrzeba i wystarcza spełnienie ogólnych warunków równowagi zapisanych dla dowolnej z dwu części powstałych w wyniku dokonanego przecięcia. Na skutek tego przecięcia powstają dwa, nieskończenie bliskie, przekroje poprzeczne {\displaystyle I} i {\displaystyle II.} W każdym punkcie {\displaystyle A} przekroju {\displaystyle I} działa naprężenie {\displaystyle {\vec {\sigma }},} wielkość wektorowa o dwu składowych: normalnej {\displaystyle {\vec {\sigma }}_{n}} do powierzchni przekroju poprzecznego i stycznej {\displaystyle {\vec {\tau }}} do tego przekroju. W punkcie {\displaystyle A^{'}} przekroju {\displaystyle II,} odpowiadającym dokładnie punktowi {\displaystyle A} z przekroju {\displaystyle I,} działa naprężenie przeciwnego znaku {\displaystyle -{\vec {\sigma }}.} Dzięki temu oba przekroje oddziaływają na siebie wzajemnie w sposób równoważny. Dlatego bywa, że nie rozróżnia się tych dwu przekrojów, utożsamiając je ze sobą.
Rozkład naprężeń {\displaystyle {\vec {\sigma }}} w przekroju poprzecznym ciała {\displaystyle (I} lub {\displaystyle II),} wywołany działaniem danego obciążenia, jest w ogólnym przypadku, zupełnie nieznany. Dlatego najczęściej z tym przekrojem wiąże się konkretny, kartezjański układ współrzędnych Parser nie mógł rozpoznać (SVG (MathML może zostać włączone przez wtyczkę w przeglądarce): Nieprawidłowa odpowiedź („Math extension cannot connect to Restbase.”) z serwera „http://localhost:6011/pl.wikipedia.org/v1/”:): {\displaystyle Oxyz}
 (gdzie {\displaystyle Ox} – jest osią pręta, a {\displaystyle Oyz} – jest płaszczyzną jego przekroju) i w tym układzie definiuje się tzw. siły przekrojowe
- siłę podłużną – {\displaystyle N(x)=\int _{A}\sigma _{n}dA} – o dodatnim zwrocie zgodnym z normalną {\displaystyle {\vec {n}}} zewnętrzną przekroju,
- siłę poprzeczną – {\displaystyle Q_{y}(x)=\int _{A}\tau _{xy}dA} – działającą w kierunku zgodnym z osią {\displaystyle Oy,}
- siłę poprzeczną – {\displaystyle Q_{z}(x)=\int _{A}\tau _{xz}dA} – działającą w kierunku zgodnym z osią {\displaystyle Oz,}
- moment zginający – {\displaystyle M_{y}(x)=\int _{A}\sigma _{n}zdA} – o zwrocie wektora zgodnym z osią {\displaystyle Oy,}
- moment zginający – {\displaystyle M_{z}(x)=\int _{A}\sigma _{n}ydA} – o zwrocie wektora zgodnym z osią {\displaystyle Oz,}
- moment skręcający – {\displaystyle M_{x}(x)=\int _{A}(\tau _{xz}y-\tau _{xy}z)dA}
– o zwrocie wektora zgodnym z osią {\displaystyle Ox,}

gdzie:
{\displaystyle \tau _{xy},\;\tau _{xz}} są składowymi naprężenia stycznego {\displaystyle {\vec {\tau }}} odpowiednio w kierunku osi {\displaystyle Oy,\;Oz.}
Obliczenie wartości sił przekrojowych na podstawie powyższych wzorów byłoby oczywiście możliwe wtedy, gdyby były znane funkcje Parser nie mógł rozpoznać (SVG (MathML może zostać włączone przez wtyczkę w przeglądarce): Nieprawidłowa odpowiedź („Math extension cannot connect to Restbase.”) z serwera „http://localhost:6011/pl.wikipedia.org/v1/”:): {\displaystyle \sigma_n(y,z),\; \tau_{xy}(y,z),\; \tau_{xz}(y,z).}
 W przypadku ogólnym są one jednak nieznane i można tylko próbować je odgadnąć, co udaje się tylko w najprostszych przypadkach. I tak na przykład założenie, że
{\displaystyle \sigma _{n}(y,z)=ay+bz+c}
prowadzi do rezultatów bardzo ważnych dla praktyki obliczeniowej.
Rozważmy pręt pryzmatyczny o stałym polu przekroju poprzecznego {\displaystyle A} rozciągany siłą osiową {\displaystyle P,} stałą na całej długości pręta. Z warunku równowagi zapisanego dla części np. {\displaystyle I} otrzymamy, że {\displaystyle -P+N=0.} Przyjmując, że {\displaystyle a=b=0} otrzymujemy, że {\displaystyle P=\int _{A}\sigma _{n}dA=\int _{A}cdA=cA.} Stąd Parser nie mógł rozpoznać (SVG (MathML może zostać włączone przez wtyczkę w przeglądarce): Nieprawidłowa odpowiedź („Math extension cannot connect to Restbase.”) z serwera „http://localhost:6011/pl.wikipedia.org/v1/”:): {\displaystyle c = \frac{P}{A}.}

W rozważanym przypadku pozostałe siły przekrojowe mają wartości zerowe.
Gdy obciążenie pręta pryzmatycznego sprowadza się do działania dwu przeciwnie kręcących momentów skupionych {\displaystyle M} na przeciwległych jego końcach w płaszczyźnie {\displaystyle Oxz,} możemy zapisać warunek równowagi np. części {\displaystyle I} w postaci
{\displaystyle -M+M_{y}=0.}
Jeżeli przyjmiemy, że {\displaystyle a=c=0,} to otrzymamy
{\displaystyle \sigma _{n}(y,z)=bz.}
Stąd
{\displaystyle M_{y}=\int _{A}\sigma _{n}zdA=\int _{A}bz^{2}dA=bJ_{y}\quad \to \quad b={\frac {M_{y}}{J_{y}}}.}
Analogicznie otrzymujemy dla przypadku zginania względem osi {\displaystyle Oz} tzn. w płaszczyźnie {\displaystyle Oxy\colon b=c=0,}
{\displaystyle M_{z}=\int _{A}\sigma _{n}ydA=\int _{A}ay^{2}dA=aJ_{z}\quad \to \quad a={\frac {M_{z}}{J_{z}}}.}
Dla przypadku, gdy Parser nie mógł rozpoznać (SVG (MathML może zostać włączone przez wtyczkę w przeglądarce): Nieprawidłowa odpowiedź („Math extension cannot connect to Restbase.”) z serwera „http://localhost:6011/pl.wikipedia.org/v1/”:): {\displaystyle a\neq b\neq c \neq 0}
 otrzymujemy podstawowy wzór ogólny dla pręta pryzmatycznego mimośrodowo rozciąganego/ściskanego
Parser nie mógł rozpoznać (SVG (MathML może zostać włączone przez wtyczkę w przeglądarce): Nieprawidłowa odpowiedź („Math extension cannot connect to Restbase.”) z serwera „http://localhost:6011/pl.wikipedia.org/v1/”:): {\displaystyle \sigma_n = \frac{P}{A} - \frac{M_z}{J_z}y + \frac{M_y}{J_y}z,}

w którym {\displaystyle P,\;M_{y},\;M_{z}} reprezentują działające obciążenie, a Parser nie mógł rozpoznać (SVG (MathML może zostać włączone przez wtyczkę w przeglądarce): Nieprawidłowa odpowiedź („Math extension cannot connect to Restbase.”) z serwera „http://localhost:6011/pl.wikipedia.org/v1/”:): {\displaystyle A,\; J_y,\; J_z,}
 oznaczają odpowiednio pole przekroju poprzecznego i jego główne, centralne momenty bezwładności względem osi Parser nie mógł rozpoznać (SVG (MathML może zostać włączone przez wtyczkę w przeglądarce): Nieprawidłowa odpowiedź („Math extension cannot connect to Restbase.”) z serwera „http://localhost:6011/pl.wikipedia.org/v1/”:): {\displaystyle Oy,\ Oz.}

Siły przekrojowe nie są od siebie niezależne. Rozważając element o długości {\displaystyle dx,} wycięty z pręta pryzmatycznego, możemy dla niego zapisać trzy warunki równowagi w płaszczyźnie {\displaystyle Oxz}
- {\displaystyle -N+ndx+N+dN=0,}
- {\displaystyle Q_{z}-qdx-Q_{z}-dQ_{z}=0,}
- {\displaystyle M_{y}+Q_{z}dx+qdx\left({\frac {dx}{2}}\right)-M_{y}-dM_{y}=0,}

w których przez {\displaystyle n,\;q} oznaczono gęstości obciążeń zewnętrznych działających na pręt. Na podstawie tych równań otrzymujemy
{\displaystyle n=-{\frac {dN}{dx}},\quad q=-{\frac {dQ_{z}}{dx}},\quad Q_{z}={\frac {dM_{y}}{dx}}\quad \to \quad {\frac {d^{2}M_{y}}{dx^{2}}}=q.}
Dla pręta pryzmatycznego, o przekroju symetrycznym względem osi {\displaystyle Oz,} obciążonego w płaszczyźnie Parser nie mógł rozpoznać (SVG (MathML może zostać włączone przez wtyczkę w przeglądarce): Nieprawidłowa odpowiedź („Math extension cannot connect to Restbase.”) z serwera „http://localhost:6011/pl.wikipedia.org/v1/”:): {\displaystyle Oxz}
 można w prosty sposób wyznaczyć rozkład naprężeń stycznych Parser nie mógł rozpoznać (SVG (MathML może zostać włączone przez wtyczkę w przeglądarce): Nieprawidłowa odpowiedź („Math extension cannot connect to Restbase.”) z serwera „http://localhost:6011/pl.wikipedia.org/v1/”:): {\displaystyle \tau_{xz}.}

W tym celu trzeba wyodrębnić z tego pręta fragment o długości {\displaystyle dx,} a następnie odciąć górną część fragmentu płaszczyzną równoległą do {\displaystyle Oxy} na wysokości Parser nie mógł rozpoznać (SVG (MathML może zostać włączone przez wtyczkę w przeglądarce): Nieprawidłowa odpowiedź („Math extension cannot connect to Restbase.”) z serwera „http://localhost:6011/pl.wikipedia.org/v1/”:): {\displaystyle z.}

Warunek równowagi sił działających na fragment w kierunku osi {\displaystyle Ox} (po wykorzystaniu związku {\displaystyle \sigma _{n}={\frac {M_{y}}{J_{y}}}z}) przybiera postać
Parser nie mógł rozpoznać (SVG (MathML może zostać włączone przez wtyczkę w przeglądarce): Nieprawidłowa odpowiedź („Math extension cannot connect to Restbase.”) z serwera „http://localhost:6011/pl.wikipedia.org/v1/”:): {\displaystyle -\;\tau_{xz} b(z)dx + \int_{\bar{A}}d\sigma_n\bar{A} = 0\quad\to}

{\displaystyle {}\qquad \to \quad \ \tau _{xz}b(z)={\frac {dM_{y}}{dxJ_{y}}}\int _{\bar {A}}zd{\bar {A}}\quad \to }

Parser nie mógł rozpoznać (SVG (MathML może zostać włączone przez wtyczkę w przeglądarce): Nieprawidłowa odpowiedź („Math extension cannot connect to Restbase.”) z serwera „http://localhost:6011/pl.wikipedia.org/v1/”:): {\displaystyle {}\qquad\qquad\qquad\to\quad \tau_{xz} = \frac{Q_z(x)\bar{S}_y(z)}{J_yb(z)},}

gdzie:
- {\displaystyle \tau _{xz}} – naprężenie styczne w poziomie {\displaystyle z,} działające w płaszczyźnie {\displaystyle Oxz,}
- {\displaystyle {\bar {A}}} – pole górnej części przekroju odciętej płaszczyzną o równaniu {\displaystyle z=\mathrm {const} ,}
- {\displaystyle {\bar {S}}_{y}(z)=\int _{\bar {A}}zd{\bar {A}}} – moment statyczny części przekroju (j.w.) liczony względem osi {\displaystyle Oy,}
- {\displaystyle b(z)} – szerokość przekroju mierzona na wysokości {\displaystyle z.}

Na podstawie tego wzoru otrzymuje się dla przypadku przekroju prostokątnego o wymiarach {\displaystyle b\times h}
Parser nie mógł rozpoznać (SVG (MathML może zostać włączone przez wtyczkę w przeglądarce): Nieprawidłowa odpowiedź („Math extension cannot connect to Restbase.”) z serwera „http://localhost:6011/pl.wikipedia.org/v1/”:): {\displaystyle \bar{S}(z) = b\left(\frac{h}{2} - z\right)\frac{1}{2}\left(\frac{h}{2} + z\right),\quad J_y = \frac{1}{12}bh^3\quad\to}

{\displaystyle \to \quad \tau _{xz}={\frac {6Q_{z}}{A}}\left[{\frac {1}{4}}-\left({\frac {z}{h}}\right)^{2}\right].}
Jak wynika ze wzoru, rozkład naprężeń stycznych jest silnie nieliniowy o maksymalnej wartości {\displaystyle \tau _{max}=1{,}5\ {\tfrac {Q}{A}}=1{,}5\ \tau _{sr}} na osi obojętnej przekroju poprzecznego.